# Torri costiere d'Abruzzo

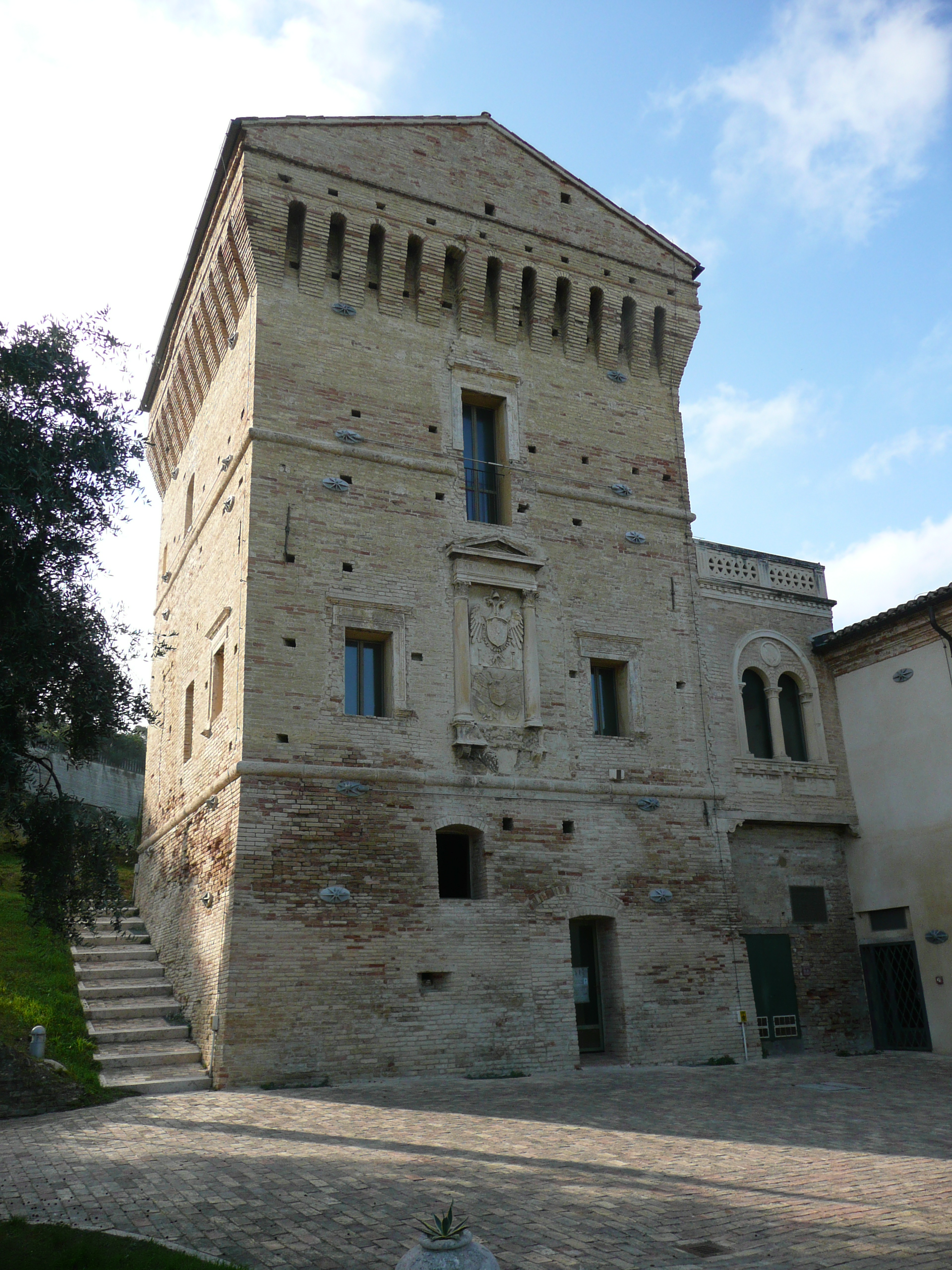
Torre di Carlo V a Martinsicuro

Le torri costiere dell'Abruzzo costituivano il sistema difensivo, di avvistamento e di comunicazione lungo la fascia costiera del Regno di Napoli. Furono costruite per arginare le frequenti incursioni dei corsari barbareschi.
Nel XVI secolo, quando Carlo V era Imperatore del Sacro Romano Impero e re di Napoli, il confine tra il Regno di Napoli a sud e lo Stato della Chiesa a nord era segnato dal corso inferiore del fiume Tronto.
Proprio vicino alla foce di questo fiume, per volere del viceré Don Pedro di Toledo, nel 1547 venne costruita una torre come posto di guardia e difesa della costa dalle incursioni saracene, ed anche un edificio adiacente, destinato all'ufficio doganale del confine con lo Stato Pontificio. Solo successivamente tale fortificazione entrerà a far parte del sistema di torri costiere del Regno di Napoli.
Progettista fu il valenciano Pirro Luis Escribà (italianizzato in Pirro Aloisio Scrivà), capitano ed architetto militare, lo stesso del Forte spagnolo dell'Aquila e di Castel Sant'Elmo a Napoli.
La realizzazione fu diretta dal capitano Martin da Seguera o Martin De Segura
dal quale presero il nome sia il centro abitato di Martinsicuro che la stessa torre, detta anche di Carlo V.
Nel XVI secolo, dopo l'alleanza tra Francia ed Impero ottomano, crebbe la minaccia di incursioni da parte dei Saraceni, che furono particolarmente intense nell'estate del 1556 quando all'Abruzzo furono risparmiate le terribili devastazioni subite dalle coste italiane solo grazie alle difese ed al sistema di punti d'avvistamento. Tuttavia nel 1566 le coste dell'abruzzo citeriore verranno duramente saccheggiate da una grande spedizione ottomana guidata dall'ammiraglio Piyale Paşa, fermata solamente dalla fortezza di Pescara, che resistette all'assedio e non fu presa.
Di conseguenza si decise di costruire un sistema integrato di avvistamento e difesa delle coste italiane; il viceré Don Pedro Afán de Ribera Duca di Alcalá de los Gazules, volle che anche il litorale abruzzese, come già altre coste della penisola, fosse dotato di una serie di torri costiere, destinate non solo a dare l'allarme in caso di incursioni nemiche ma, essendo dotate di guarnigione e colubrine, anche a respingere incursioni minori.

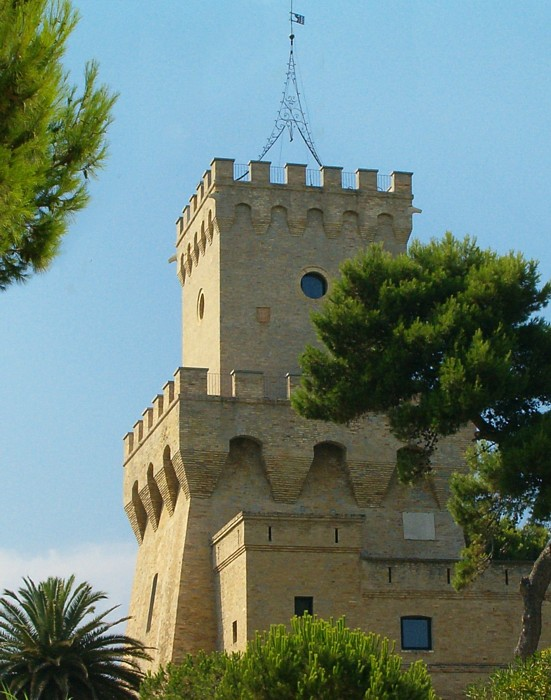
La torre di Cerrano.

Nel 1563, in base ad una relazione del Governatore Marco Antonio Piscicello, de Ribera ordinò sei torri, in corrispondenza dei fiumi Foro, Mucchia, Moro, Sangro, Penna, Saline, la cui costruzione però non iniziò subito.
Nel 1568 Alfonso Salazar, commissario del presidente della Regia Camera di Summaria, dopo aver effettuato un sopralluogo insieme all'ingegnere Scala, dispose la costruzione di quattordici torri: Tronto, Vibrata, Salinello, Tordino, Vomano, Chirano, Fossacesia, Senella e le sei del 1563; i lavori furono portati a termine entro il 1569.
Furono posizionate a distanza tale da poter comunicare a vista tra loro, molte alla foce dei fiumi, che costituivano punti d'approdo e fonte d'acqua dolce.
Buona parte delle torri abruzzesi fu costruita da Vincenzo Tavoldi, un bergamasco che con il fratello si stava occupando delle fortificazioni di Pescara e Civitella, e che il 1º aprile 1568 si aggiudicò l'appalto per otto di tali edifici, impegnandosi a finirli entro diciotto mesi.
Nel 1598, su ordine del viceré Enrique de Guzmán, conte di Olivares, il marchese di Cellenza, Carlo Gambacorta, governatore degli Abruzzi, effettuò un censimento delle torri d'Abruzzo, predisponendo una serie di schede (raccolte nel manoscritto "Visita delle torri d'Abruzzo", ora conservato alla Biblioteca Nazionale di Parigi), contenenti schizzi, piantine, descrizione, posizionamento ed osservazioni varie.
Il marchese propose di affidare il comando delle torri costiere ad uno spagnolo per riportare le guarnigioni al loro dovere, perché aveva rilevato che il servizio di avvistamento costiero non era svolto con costanza dai militi che, invece di stare di guardia, spesso si allontanavano dalle torri per dedicarsi ad altre attività più remunerative, e nemmeno le ronde notturne venivano effettuate correttamente perché i cavallari stancavano i loro animali facendoli lavorare nei campi e quindi la notte potevano montare a cavallo solo per breve tempo.
Con il cessare delle razzie piratesche dal mare le torri persero gradualmente la loro funzione militare, anche se risulta che alcune fossero ancora presidiate nel XVIII secolo.

## Torri dell'Abruzzo Ulteriore
- Torre di Martinsicuro

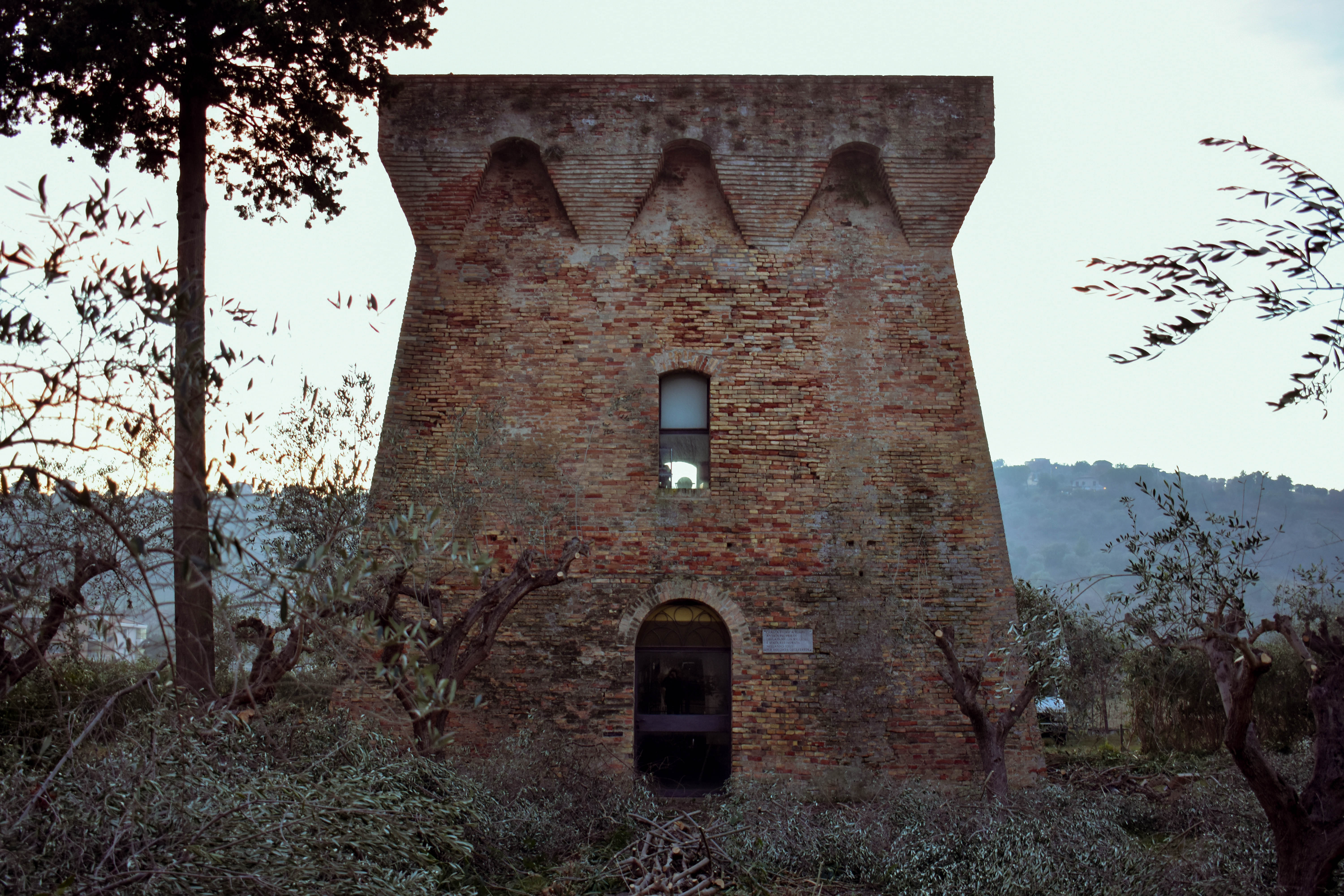
La torre del Salinello

- Torre della Vibrata (Alba Adriatica)
- Torre del Salinello (Giulianova)
- Torre del Tordino (Giulianova)
- Torre del Vomano (Roseto degli Abruzzi)
- Torre di Cerrano (Pineto)
- Torre del Saline (Città Sant'Angelo)

## Torri dell'Abruzzo Citeriore
- Fortezza di Pescara

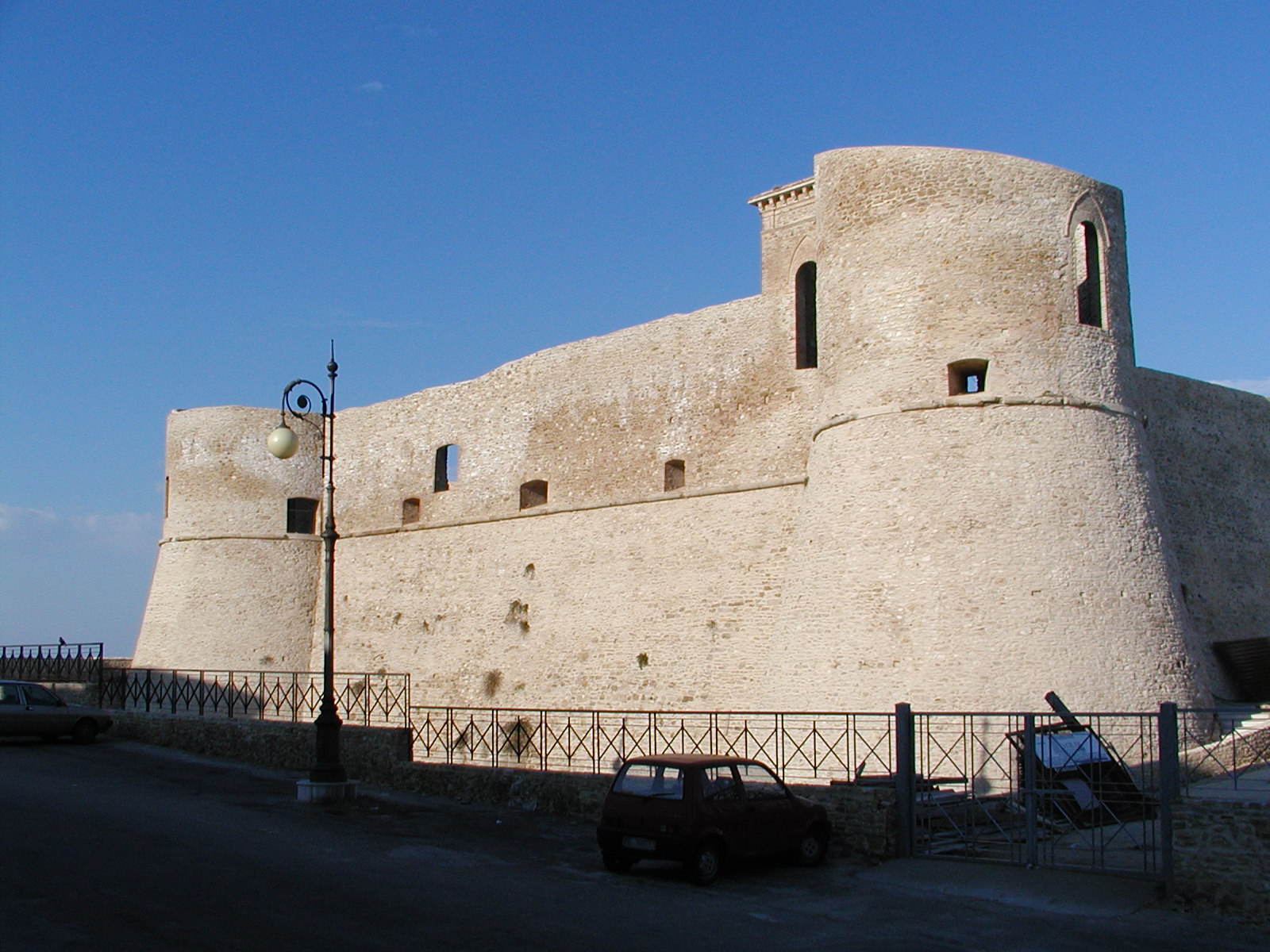
Il Castello Aragonese di Ortona

- Torre del Foro (Francavilla al Mare)
- Torre Mucchia (Ortona)
- Castello Aragonese (Ortona)
- Torre del Moro (Ortona)
- Torre San Vito (San Vito Chietino)
- Torre Cavalluccio (Rocca San Giovanni)
- Torre del Sangro (Torino di Sangro)
- Torre Sinello (Casalbordino)
- Castello Caldoresco (Vasto)
- Torre di Punta Penna (Vasto)
- Torre del Trigno (San Salvo)